# Megeuptychia antonoe
Espèce
Megeuptychia antonoe est une espèce de lépidoptères (papillons) de la famille des Nymphalidae, de la sous-famille des Satyrinae et du genre Megeuptychia.

## Dénomination
Megeuptychia antonoe a été décrit par Pieter Cramer en 1775 sous le nom initial de Papilio antonoe.
Synonymes : Euptychia zeba Butler, 1869; Euptychia antonoe ; Godman & Salvin, [1880].

### Nom vernaculaire
Megeuptychia antonoe se nomme  Cramer's Satyr en anglais.

## Description
Megeuptychia antonoe est un papillon d'une envergure de 45 mm à 60 mm au dessus de couleur marron.
Le revers est marron avec aux ailes antérieures trois ocelles dont un ocelle noir à l'apex et aux ailes postérieures une ligne d'ocelles ronds dont les deux proches de l'apex et le plus proche de l'angle anal sont noirs et pupillés.

## Biologie
Les chenilles de Megeuptychia antonoe sont grégaires.

### Plantes hôtes
Les plantes hôtes de sa chenille sont des Calathea.

## Écologie et distribution
Megeuptychia antonoe est présent  au Mexique, en Colombie, en Équateur, au Pérou et en Guyane,,.

### Biotope
Megeuptychia antonoe réside dans la canopée.

### Protection
Pas de statut de protection particulier.